# Siostry Rzeki

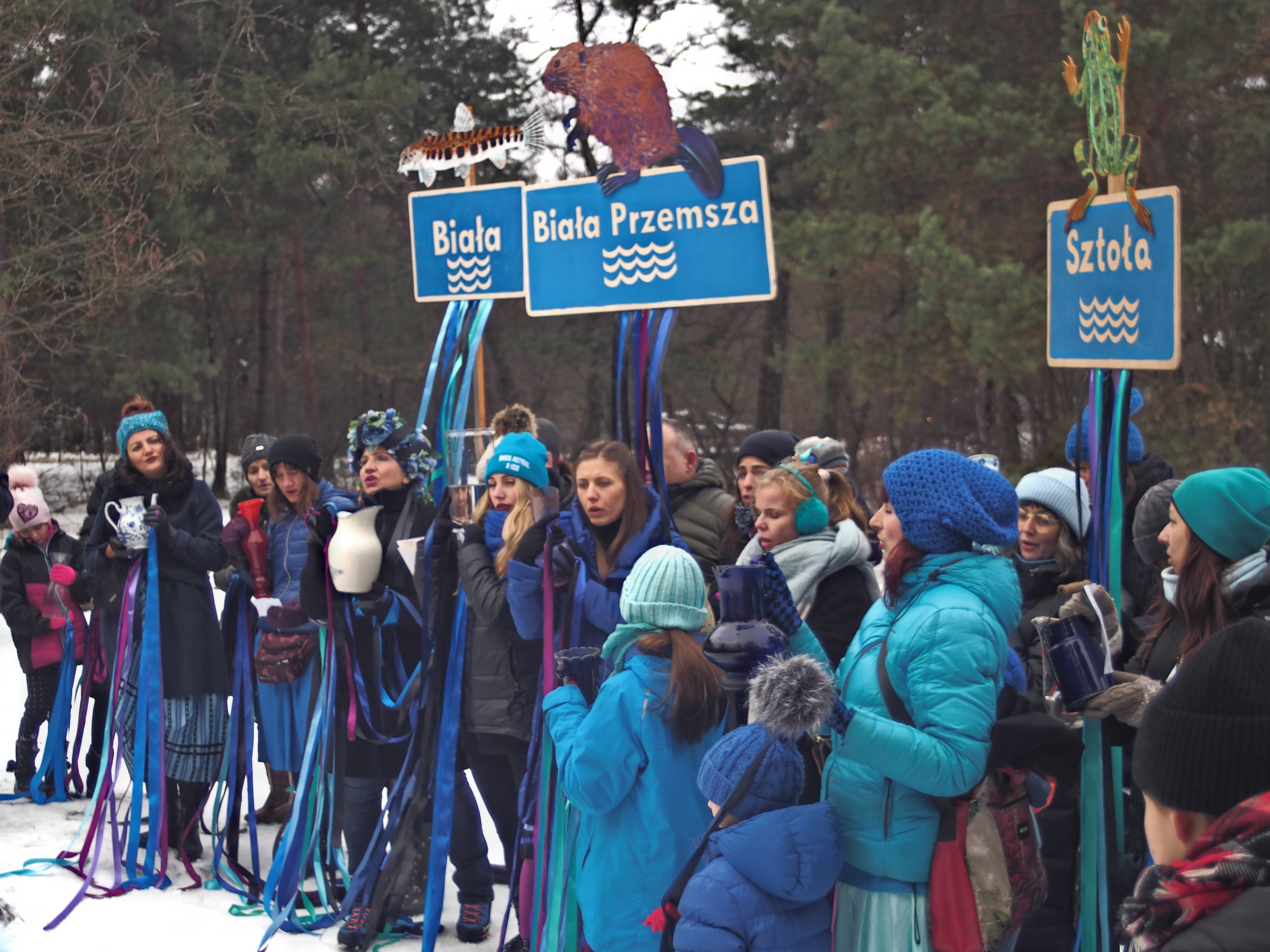
Performans kolektywu w obronie Sztoły, 29 stycznia 2022.

Siostry Rzeki – ekofeministyczny (hydrofeministyczny) kolektyw artystyczny, założony w 2017 roku przez krakowską artystkę Cecylię Malik. Działalność kolektywu opiera się na „przekonaniu, że rzeka jest dyskryminowaną przez państwo osobą” oraz dążeniu do „stopniowego odzyskiwania wody dla mieszkańców miast, miejscowości i wsi”. Męscy członkowie grupy wykorzystują nazwę Bracia Potoki. Kolektyw ma pracownię w Centrum Sztuki Współczesnej Wiewiórka w Dawnym Składzie Solnym w Krakowie.

## Filozofia i działalność
Kolektyw wykorzystuje działania skoncentrowane wokół określonej estetyki w celu „wytwarzania ekologii oporu” skierowanej przeciwko polityce wodnej państwa polskiego oraz „zatruciu ideologiami kapitalistycznego zglobalizowanego patriarchatu”, monitorując przy tym aktywność ministerstwa odpowiedniego ds. gospodarki wodnej oraz Wód Polskich.
Inspirację artystyczną kolektywu stanowią rodzime tradycje ludowe oraz etnografia – sama idea nawiązuje do ludowej rzeźby przedstawiającej personifikację Wisły i jej dopływów, przechowywanej w toruńskim Muzeum Etnograficznym. Protesty Sióstr Rzek charakteryzują się wykorzystaniem podczas happeningów tabliczek z nazwami rzek oraz upcyklingowe stroje kąpielowe z wyhaftowanymi hasłami ekologicznymi.

## Historia
Kolektyw „Siostry Rzeki” powstał w 2017 roku z inicjatywy Cecylii Malik jako kontynuacja akcji „Matki Polki na Wyrębie”, skierowanej przeciwko tzw. Lex Szyszko.
W 2019 roku grupa zorganizowała akcję pod nazwą „Moda na Rzeki”, w trakcie której przeprowadziła zbiórkę używanych strojów kąpielowych, a następnie przerabiała je podczas otwartych warsztatów i odsprzedawała jako cegiełki na swoją działalność, dołączając do nich materiały edukacyjne o korzyściach z utrzymywania rzek w stanie naturalnym. W akcji kolektyw otrzymał wsparcie merytoryczne m.in. od Fundacji Greenmind oraz Klubu Gaja; matronką wydarzenia była Koalicja Ratujmy Rzeki, której członkinią indywidualną jest Malik. Zdarza się, że przedstawicielki Sióstr Rzek reprezentują Koalicję Ratujmy Rzeki jako stronę społeczną w konsultacjach przedsięwzięć z zakresu gospodarki wodnej.

## W kulturze
Na temat kolektywu powstał film „Siostry Rzeki” w reżyserii Cecylii Malik.
Do Sióstr Rzek nawiązuje album o tej samej nazwie, nagrany w 2020 roku przez folkową grupę Sutari.